# Pixoxó
Pixoxó, chanchão, pixanxão ou xanxão (nome científico: Sporophila frontalis) é uma ave passeriforme da família dos emberizídeos (Emberizidae).

## Etimologia
Segundo Antenor Nascentes, seu nome popular é um vocábulo onomatopeico que imita a voz do pássaro. Foi registrado em 1853 como pixoxo e 1899 como pixôxo.

## Descrição
O pixoxó mede 13,4 centímetros de comprimento e é o maior representante do género Sporophila. Apresenta um bico grosso de tamanho variado, porém sempre com a maxila mais estreita do que a mandíbula.

## Distribuição e habitat
O pixoxó se distribui no sudeste do Brasil, no sul da Bahia e do Espírito Santo e Minas Gerais ao sul ao longo de uma faixa litorânea até o norte do Rio Grande do Sul; e no sudeste do Paraguai e extremo nordeste da Argentina (Misiones). É hoje incomum ou raro em seu habitat natural: o estrato baixo e as bordas das florestas úmidas e montanhosas do bioma da Mata Atlântica do nível do mar a 1 500 metros de altitude, geralmente associada à floração de bambu, taquarais e cultivos de arroz no Rio Grande do Sul, onde permanece do começo do ano até abril.

## Sistemática
A espécie S. frontalis foi descrita pela primeira vez pelo ornitólogo francês Jules Verreaux em 1869 sob o nome científico Callirhynchus frontalis; sua localidade tipo é: "Caiena, erro, alterado para Rio de Janeiro, Brasil". O nome genérico feminino Sporophila é uma combinação das palavras gregas sporos ("semente") e philos ("amante"); e o nome da espécie frontalis vem do latim moderno e significa "com testa", "com sobrancelhas".

### Taxonomia
O pixoxó é monotípico. Os dados apresentados por extensos estudos filogenéticos recentes mostraram que a presente espécie está próxima do papa-capim-de-coleira (Sporophila fringilloides), e o par formado por ambas está próximo de um clado composto por papa-capim-preto-e-branco (Sporophila luctuosa), coleirinho (Sporophila caerulescens) e papa-capim-capuchinho (Sporophila nigricollis).

## Conservação
A União Internacional para a Conservação da Natureza (UICN / IUCN), em sua Lista Vermelha, avaliou que a espécie se encontra vulnerável à extinção devido à destruição de habitats e à captura como animal de estimação. Não há estudos concretos quanto ao total de indivíduos da espécie, ma se presume que esteja dentro da faixa de 2 500 a 10 mil indivíduo, e que esteja em tendência de declínio populacional. Em 2005, foi classificado como criticamente em perigo na Lista de Espécies da Fauna Ameaçadas do Espírito Santo; em 2010, como em perigo na Lista de Espécies Ameaçadas de Extinção da Fauna do Estado de Minas Gerais e como vulnerável no Livro Vermelho da Fauna Ameaçada no Estado do Paraná; em 2011, como vulnerável na Lista das Espécies da Fauna Ameaçada de Extinção em Santa Catarina; em 2014, como regionalmente extinto na Lista das Espécies da Fauna Ameaçadas de Extinção no Rio Grande do Sul, como em perigo no Livro Vermelho da Fauna Ameaçada de Extinção no Estado de São Paulo; e como em perigo na Portaria MMA N.º 444 de 17 de dezembro de 2014; em 2017, como em perigo na Lista Oficial das Espécies da Fauna Ameaçadas de Extinção do Estado da Bahia; e em 2018, como em perigo na Livro Vermelho da Fauna Brasileira Ameaçada de Extinção do Instituto Chico Mendes de Conservação da Biodiversidade (ICMBio); e como em perigo na Lista das Espécies da Fauna Ameaçadas de Extinção no Estado do Rio de Janeiro.